# Robert Abela
Robert Abela (Sliema, 7 de dezembro de 1977) é um advogado, político e atual primeiro-ministro de Malta. Ele é membro do Parlamento desde 2017, e substituiu Joseph Muscat como líder do Partit Laburista após as eleições internas de liderança do partido, realizadas em 11 de janeiro de 2020, e foi nomeado primeiro-ministro em 13 de janeiro do mesmo ano, após renúncia de Muscat. Abela é filho do ex-presidente de Malta, Ġorġ Abela.

## Política

### Líder do Partido Trabalhista e primeiro-ministro
Nas eleições internas do partido em 12 de janeiro de 2020, Abela obteve 9 342 votos contra 6 798 de Chris Fearne. Mais de 92% dos membros do Partido Trabalhista (MLP) votam em clubes do partido em todo o país. Abela foi assim proclamado novo líder do MLP.
No dia seguinte, Joseph Muscat renunciou ao cargo de primeiro-ministro. O presidente George Vella aceitou a renúncia de Muscat e nomeou Abela como novo primeiro-ministro de Malta. Sua primeira nomeação oficial foi a de Clyde Caruana como seu chefe de gabinete.
Em 26 de março de 2022, Abela venceu nas eleições gerais dos parlamentares de Malta. Durante as votações, no total houve 355 075 cidadãos com direito a voto nas eleições gerais. A afluência foi de 44,8%, oito pontos abaixo da de 2017. De acordo com a Comissão Eleitoral de Malta, um total de 304 050 cidadãos votaram, o que a torna a mais baixa participação desde as eleições de 1955.